# غراهام هاردينغ
غراهام هاردينغ (بالإنجليزية: Graham Harding)‏ هو أكاديمي بريطاني، ولد في 19 مارس 1937، وتوفي في 20 أكتوبر 2018.